# Hiroshi Teshigahara
Hiroshi Teshigahara (japanisch 勅使河原 宏, Teshigahara Hiroshi; * 28. Januar 1927 in Chiyoda, Tokio, Japan; † 14. April 2001 in Tokio, Japan) war ein japanischer Filmregisseur.

## Biografie und Karriere
Hiroshi Teshigahara wurde als Sohn des in Japan berühmten Malers und Ikebanakünstlers Sofu Teshigahara geboren und studierte zunächst Malerei an der Tokyo National University of Fine Arts and Music. In der Filmindustrie arbeitete er als Filmkritiker, bevor er in den frühen 1950er Jahren seine ersten Dokumentarfilme drehte. Seine bekannteste Arbeit ist der Film Die Frau in den Dünen von 1964, entstanden nach dem gleichnamigen Roman von Abe Kōbō, für den er eine Nominierung für die beste Regie bei den Academy Awards sowie den Preis der Jury bei den Filmfestspielen von Cannes 1964 erhielt. Nachfolgend fokussierte er seine Arbeit auf Psychothriller, kehrte aber gelegentlich zu seinen Wurzeln des poetischen und abstrakten Genres zurück. Zu letzterem gehört der Film Rikyu, der Teemeister von 1989, in dem er die Meditation der traditionellen japanischen Teezeremonie inszenierte. Teshigaharas letzte Arbeit war Goh-hime von 1992. 
Im Jahre 2001 starb er an Leukämie.
Der Filmschaffende war mit der japanischen Schauspielerin Toshiko Kobayashi verheiratet, mit der er zwei Kinder hatte.

## Filmografie (Auswahl)
- Hokusai (北斎) (1953)
- Zwölf Photographen (十二人の冩真家) (1955)
- Ikebana (いけばな) (1957)
- Tokyo 1958 (東京1958) (1958)
- José Torres (ホゼー･トレス) (1959)
- Die Frau in den Dünen (砂の女) (1964)
- Weißer Morgen (白い朝) (1965)
- José Torres Teil II (ホゼー･トレス Part II) (1965)
- Das Gesicht eines anderen (他人の顔 Tanin no Kao) (1966)
- Bakusō (爆走) (1966)
- Der Mann ohne Landkarte (燃えつきた地図 Moetsukita Chizu) (1968)
- 240 Stunden an einem Tag (1日240時間) (1970)
- Sommersoldaten (サマー・ソルジャー) (1972)
- Warera no Shuyaku (われらの主役) (1977)
- Sculpture Mouvante - Jean Tinguely (動く彫刻 ジャン･ティンゲリー) (1981)
- Antonio Gaudi (アントニー・ガウディー) (1984)
- Rikyu, der Teemeister (利休) (1989)
- Prinzessin Goh (豪姫) (1992)